# Neomochtherus tenius
Neomochtherus tenius är en tvåvingeart som beskrevs av Tsacas 1968. Neomochtherus tenius ingår i släktet Neomochtherus och familjen rovflugor. Inga underarter finns listade i Catalogue of Life.